# Peperomia cacuminicola
Peperomia cacuminicola är en pepparväxtart som beskrevs av William Trelease. Peperomia cacuminicola ingår i släktet peperomior, och familjen pepparväxter. Inga underarter finns listade i Catalogue of Life.